# ウィリアム・ウールズ

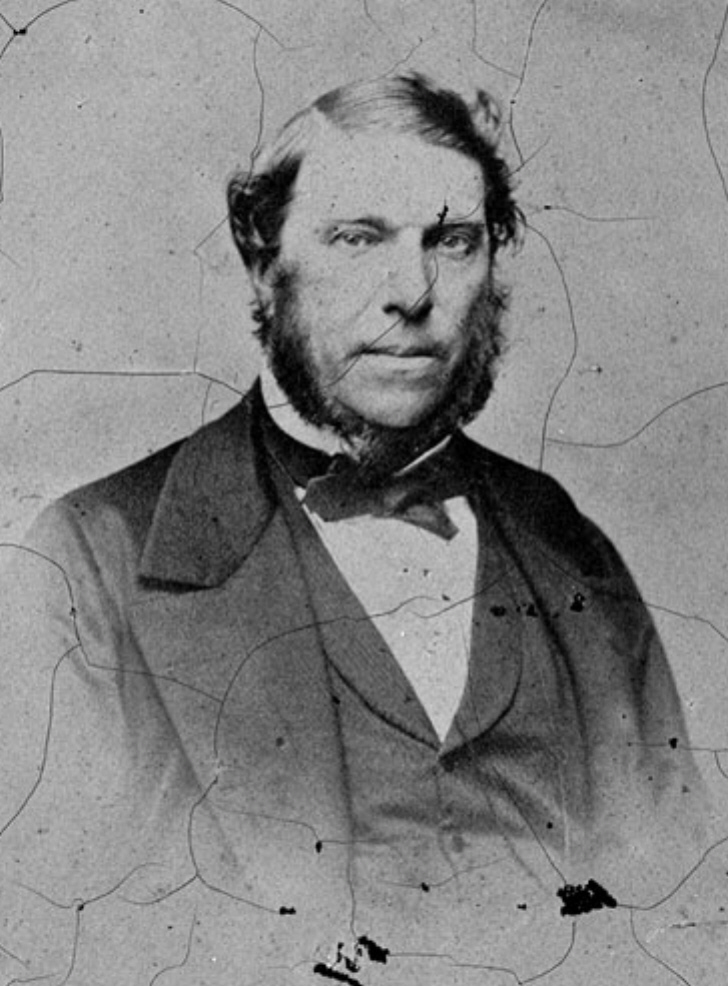
William Woolls

ウィリアム・ウールズ（William Woolls、1814年3月30日 – 1893年3月14日）は、オーストラリアの植物学者、聖職者、教育者である。

## 略歴
イギリスのウィンチェスターの商人の家に生まれた。Bishop's Walthamのグラマー・スクールで学んだ後、16歳の時、イギリス東インド会社の士官候補になろうとしたが失敗した。翌年オーストラリアに移民した。1832年4月にシドニーに着き、ニューサウスウェールズ・イギリス国協会の司祭、バートン（ William Grant Broughton）に会い、パラマッタのキングズスクールの補助教員になった。4年後、シドニーに移り、雑誌記者や個人教授をした。その後、パラマッタに学校を作り、運営した。
キングズスクールの校長、ジェームズ・ウォーカー（James Walker）と友人であったことから植物学に興味を持ち、オーストラリアの植物に関する研究も行った。論文、"Introduced Plants"をロンドン・リンネ協会に送り、協会のフェローに選ばれ、その他の論文でゲッティンゲン大学から博士号を得た。1865年に学校運営をやめた。1867年に植物学論文を集めた"A Contribution to the Flora of Australia"を出版した。
1873年に、イギリス国教会に叙階され、リッチモンドの司祭、後に監督司祭（rural dean）を務めた。1879年に植物論文集、"Lectures on the Vegetable Kingdom with special reference to the Flora of Australia" を発表した。1883年に公職から引退し、シドニーで暮らした。植物学者のフェルディナント・フォン・ミュラーと交流し、支援した。1885年に"Plants of New South Wales、1880年のPlants Indigenous and Naturalized in the Neighbourhood of Sydney"の増補版は1891年に発表された。